# Matilda II
Matilda II (službeno eng. Infantry Tank Mark II Matilda II) je bio britanski pješadijski tenk projektiran između dva svjetska rata.
Godine 1936. počeo je razvoj nasljednika tenka Matilda I na kojeg bi se ugradio top kalibra 40 mm i koji bi imao brzinu od 16–24 km/h. Pokušalo se modificirati tenk Matilda I, no ubrzo se to pokazalo nepraktično. Umjesto toga se odabralo nastaviti razvoj na temelju A7 Medium Tank. U tenk su ugrađena dva dizelska motora AEC. Naoružan je topom kalibra 40 mm i jednom 7,92 mm Besa strojnicom. Kupola se mogla okrenuti za 360 stupnjeva u 14 sekundi. Prototip je dovršen u travnju 1938. godine, a serijska proizvodnja je pokrenuta sljedeće godine. Ukupno je proizvedeno oko 3000 primjeraka svih inačica tenka.
Korišteni su u manjem broju na početku rata u Francuskoj, s većim brojem Matilda I. Matilda II je odigrala važnu ulogu u početnim borbama u sjevernoj Africi. U Libiji 1940. oklop Matilda II tenka se pokazao najimuniji na talijanske protutenkovske i tenkovske topove. Do pojave njemačkih 88 mm vučnih topova sredinom 1941. koji su rabljeni u protutenkovske svrhe bio je najučinkovitiji britanski tenk. Nepoznat broj primjeraka je dostavljen Crvenoj armiji, a korišteni su i u redovima australskih jedinica u borbama na Tihom oceanu.

### Zajednički poslužitelj
|  | Zajednički poslužitelj ima još gradiva o temi Matilda II |